# Хьюстон, Найджа
Найджа Имани Хьюстон (англ. Nyjah Imani Huston; род. 30 ноября 1994, Дэвис, Калифорния, США) — американский скейтбордист, шестикратный чемпион мира в дисциплине «стрит» по версии Street League Skateboarding. По состоянию на 2021 год один из самых титулованных и высокооплачиваемых профессиональных скейтбордистов мира.

## Детство
Найджа Хьюстон родился 30-го ноября 1994 года в городе Дэвис, расположенном в американском штате Калифорния. Имеет трёх братьев и одну сестру. Найджа рос в семье, с подачи его отца, Адейеми Хьюстона, жившей по строгим растафарианским обычаям. Семья практиковала веганство, дети вместо посещения школы обучались на дому матерью семейства, Келли Хьюстон. Отец Найджи в молодости катался на скейтборде и поспособствовал началу занятий скейтбордингом его сыновей когда Найдже было пять лет. По словам Найджи Хьюстона, отец злоупотреблял контролем над жизнью детей и ждал от того регулярных ежедневных тренировок. В 2004 году семья приобрела крытый скейтпарк в городе Вудленд, где Хьюстон стал посвящать скейтбордингу всё свободное время. В 2006 году отец семейства резко принял решение переехать с семьёй в Пуэрто-Рико, в результате чего у Найджи начались проблемы в отношениях со спонсировавшей его компанией Element Skateboards, так как, в связи с большим расстоянием между Пуэрто-Рико и Калифорнией, тот не мог принимать участие в её демо-ивентах. В Пуэрто-Рико родители Найджи расстались, после чего мать семейства вместе с братьями и сестрой последнего вернулась в Калифорнию, в то время как Найджа был вынужден остаться с отцом, так как тот на тот момент был его менеджером и видеооператором. На протяжении года Найджа не виделся с матерью, после чего мать Хьюстона через суд официально развелась с мужем. Суд наделил Келли Хьюстон полными правами опекунства, и Найджа переехал жить к матери и братьям с сестрой.

## Основные спортивные достижения
Все приведённые ниже результаты — в подвиде скейтбординга, называемом «стрит-скейтбординг».

### Tampa Pro[8][9]
- Первое место: 2013 (только в соревновании на лучший трюк), 2014
- Второе место: 2010, 2011, 2013, 2015

### X games[10][11]
- Золото: 2011, 2012, 2013 (трижды), 2014, 2015, 2016, 2018 (дважды), 2019 (в общем зачёте, и в соревновании на лучший трюк)
- Серебро: 2009, 2010, 2016, 2019
- Бронза: 2012, 2017

### Street League Skateboarding[2]
В итоговых годовых соревнованиях/по итогу года:
- Золото: 2010, 2012, 2014, 2017, 2018, 2019
- Серебро: 2011, 2013, 2015, 2016, 2021

### Олимпийские игры[11]
- Летние Олимпийские игры 2020 — 7-е место

## В видеоиграх
Найджа Хьюстон присутствует в качестве играбельного персонажа в ряде видеоигр на тему скейтбординга серии Tony Hawk’s — в Tony Hawk’s Project 8, Tony Hawk’s Proving Ground, Tony Hawk: Ride и др.

## Личная жизнь
По состоянию на декабрь 2019 года, Найджа живёт в собственном доме в городе Лагуна-Бич, Калифорния.